# Nick Griffin
Pour les articles homonymes, voir Griffin.
Nicholas John Griffin, dit Nick Griffin, né le 1er mars 1959 à Barnet, Hertfordshire, est un homme politique britannique. Leader du Parti national britannique (BNP) de 1999 à 2014, il est député européen de 2009 à 2014.

## Biographie
Nick Griffin est né à Barnet et fait ses études dans le Suffolk. Il rejoint le Front national britannique à l'âge de quinze ans et devient un militant politique après ses études à l'université de Cambridge. En 1980, il devient membre du Conseil d'administration du parti avant d'écrire, plus tard, des articles pour plusieurs revues d'extrême droite britanniques. Il est le candidat du Front national pour le siège de Croydon du Nord-Ouest en 1981 et 1983. Il quitte le Front national en 1989 pour rejoindre le BNP en 1995. Il devient leader du BNP en 1999.
En 1998, Griffin est reconnu coupable de distribution de tracts de nature à inciter à la haine raciale, pour lequel il a reçu une peine de prison avec sursis. En 2006, il est acquitté des accusations distinctes d'incitation à la haine raciale. Il est critiqué pour plusieurs de ses observateurs sur les questions politiques, sociales, éthiques et religieuses, mais de plus depuis le chef de la BNP, il cherche à se distancier de certaines de ses positions précédemment tenues, qui comprennent la négation de la Shoah. Ces dernières années, où Griffin a été invité à participer aux débats publics ou des discussions politiques, les événements ont prouvé la controverse, et ont souvent donné lieu à des protestations et des annulations. Il est aussi connu pour son homophobie. Le 13 janvier 2013, il participe à La Manif pour tous aux côtés du Front national.
Candidat du parti à différents scrutins, Nick Griffin est élu député européen pour le Nord-Ouest de l'Angleterre lors des élections européennes de 2009. Il perd son siège lors des élections de 2014, le BNP étant notamment victime de la concurrence du parti eurosceptique UKIP.
En janvier 2014, il est déclaré en faillite personnelle, ne pouvant rembourser ses 120 000 livres (144 000 euros) de dettes.
En juillet 2014, il quitte son poste à la direction du BNP pour en devenir le président ; cependant, le 1er octobre suivant, le parti annonce avoir exclu Nick Griffin, au motif que ce dernier aurait « délibérément inventé une crise » et divulgué « des allégations préjudiciables et diffamatoires ». À la suite de son départ du BNP, il fonde le British Unity Party.
En novembre 2015, il devient vice-président de l'Alliance pour la paix et la liberté, un parti européen nationaliste.
Griffin vit[Quand ?] avec sa famille dans une ferme à Llanerfyl, près de Welshpool, au pays de Galles. Il est marié à Jackie Griffin, une ancienne infirmière qui est également son assistante et une administratrice du BNP. Il a quatre enfants, dont certains sont activement engagés dans le parti, et une sœur. Il a récemment[Quand ?] entamé l'écriture d'une autobiographie.

## Résultats électoraux

### Chambres des communes
| Élection          | Circonscription        | Parti | Parti | Voix  | %    | Résultats |
| ----------------- | ---------------------- | ----- | ----- | ----- | ---- | --------- |
| Partielle de 1981 | Croydon North West     |       | BNF   | 429   | 1,2  | Échec     |
| Générales de 1983 | Croydon North West     |       | BNF   | 336   | 0,9  | Échec     |
| Partielle de 2000 | West Bromwich West     |       | BNP   | 794   | 4,2  | Échec     |
| Générales de 2001 | Oldham West and Royton |       | BNP   | 6 552 | 16,4 | Échec     |
| Générales de 2005 | Keighley               |       | BNP   | 4 240 | 9,2  | Échec     |
| Générales de 2010 | Barking                |       | BNP   | 6 620 | 14,6 | Échec     |

### Assemblée galloise
| Élection             | Circonscription                     | Parti | Parti | Voix  | %   | Résultats |
| -------------------- | ----------------------------------- | ----- | ----- | ----- | --- | --------- |
| Législatives de 2007 | South Wales West (scrutin régional) |       | BNP   | 8 993 | 5,5 | Échec     |

### Parlement européen
| Élection            | Circonscription          | Parti | Parti | Voix    | %   | Résultats |
| ------------------- | ------------------------ | ----- | ----- | ------- | --- | --------- |
| Européennes de 2004 | Angleterre du Nord-Ouest |       | BNP   | 134 959 | 6,4 | Échec     |
| Européennes de 2009 | Angleterre du Nord-Ouest |       | BNP   | 132 094 | 8,0 | Élu       |
| Européennes de 2014 | Angleterre du Nord-Ouest |       | BNP   | 32 826  | 1,9 | Battu     |